# Westerdykella sexualis
Westerdykella sexualis är en svampart som beskrevs av Stchigel & Guarro. Westerdykella sexualis ingår i släktet Westerdykella och familjen Sporormiaceae.   Inga underarter finns listade i Catalogue of Life.